# فابیو دی ماتوس پریرا
فابیو دی ماتوس پریرا (به پرتغالی: Fabio de Matos Pereira) هافبک اهل برزیل است که در شهر برزیل و در تاریخ ۲۶ فوریهٔ ۱۹۸۲ به دنیا آمده‌است.
فابیو دی ماتوس پریرا در تیم‌های فوتبال Anorthosis Famagusta سابقهٔ حضور دارد.